# Antonio Saia
Antonio Saia (San Valentino in Abruzzo Citeriore, 25 maggio 1947) è un politico italiano.

## Biografia
Medico chirurgo. Dal 1975 è sindaco di San Valentino in Abruzzo Citeriore, ricoprendo l'incarico per oltre venti anni, seppure in modo non continuo. Eletto consigliere regionale in Abruzzo per il Partito Comunista Italiano nel 1980. Nel 1985 diventa consigliere provinciale a Pescara, mentre dal 1990 è nuovamente consigliere regionale in Abruzzo, sempre per il PCI.
Allo scioglimento del PCI aderisce a Rifondazione Comunista, nelle cui file viene eletto alla Camera dei deputati nel 1994 e per la XII legislatura fa parte della Commissione Affari sociali. Nel 1995 fu nel gruppo di deputati comunisti favorevoli alla fiducia al Governo Dini, ma poi quando essi promossero la scissione dei Comunisti Unitari, lui decise di rimanere nel PRC.
Viene rieletto a Montecitorio nelle file del PRC anche dopo le elezioni politiche del 1996. Dopo la caduta del governo Prodi, nell'ottobre 1998 segue Armando Cossutta e Oliviero Diliberto nella scissione che dà vita al Partito dei Comunisti Italiani: rimane a Montecitorio fino al 2001.
Nel 2008 è nuovamente eletto consigliere regionale in Abruzzo per il PdCI.
Dal 2013 al 2018 è stato di nuovo sindaco di San Valentino in Abruzzo Citeriore.